# Xolmis dominicanus
Xolmis dominicanus е вид птица от семейство Тиранови (Tyrannidae). Видът е световно застрашен, със статут Уязвим.

## Разпространение
Видът е разпространен в Аржентина, Бразилия и Уругвай.